# 贾纳维·坎杜拉之死
贾纳维·坎杜拉  (Jaahnavi Kandula，1999年—2023年1月23日)是一位印度女留學生。2023年1月23日，坎杜拉在华盛顿州西雅圖一人行横道处被西雅图警察局警官凯文·戴夫 (Kevin Dave) 开车撞倒。  戴夫的车辆以74英里每小時（119每小時）的速度将坎杜拉撞飞。坎杜拉最后因伤重不治身亡。戴夫當時接到報警電話，據說是有人在吸毒，於是出警。
2023年9月，西雅图警察协会副主席、西雅图警察局警官丹尼尔·奥德雷尔(Daniel Auderer)的警用密錄器錄下的录像被公佈，他在评估戴夫撞人的情況之后大笑并开玩笑。奥德雷尔在与警察工会主席迈克·索兰通话时被录音，奥德雷尔表示坎杜拉的生命不值幾個錢，市政府应该只开一张一万一千美元的支票。这段录像被人转发给西雅图警察问责办公室，西雅图警察问责办公室对奥德雷尔的言行展开调查；此外金县检察官还宣布对戴夫进行刑事调查。 警用密錄器录像发布後，許多人對丹尼尔·奥德雷尔予以譴責，印度驻旧金山总领事馆相關人員表示，该錄像“令人深感不安”，并呼吁进行调查。  